# Olympische Sommerspiele 2012/Teilnehmer (San Marino)
| Gelbes Symbol für Goldmedaillen mit stilisierten Olympischen Ringen | Graues Symbol für Silbermedaillen mit stilisierten Olympischen Ringen | Braundes Symbol für Bronzemedaillen mit stilisierten Olympischen Ringen |
| ------------------------------------------------------------------- | --------------------------------------------------------------------- | ----------------------------------------------------------------------- |
| —                                                                   | —                                                                     | —                                                                       |

San Marino nahm in London an den Olympischen Spielen 2012 teil. Es war die insgesamt 13. Teilnahme an Olympischen Sommerspielen. Das Comitato Olimpico Nazionale Sammarinese nominierte vier Athleten in vier Sportarten.
Fahnenträgerin bei der Eröffnungsfeier war die Sportschützin Alessandra Perilli.

## Teilnehmer nach Sportarten

### Bogenschießen
| Männer         |        |     |    |       |     |    |
| Emanuele Guidi | Einzel | 589 | 64 | D. Im | 0-6 | 33 |

### Leichtathletik
Laufen und Gehen
| Athleten         | Wettbewerb | Vorlauf | Vorlauf | Halbfinale    | Halbfinale    | Finale        | Finale        | Rang |
| Athleten         | Wettbewerb | Zeit    | Rang    | Zeit          | Rang          | Zeit          | Rang          | Rang |
| ---------------- | ---------- | ------- | ------- | ------------- | ------------- | ------------- | ------------- | ---- |
| Frauen           |            |         |         |               |               |               |               |      |
| Martina Pretelli | 100 m      | 12,41 s | 3       | ausgeschieden | ausgeschieden | ausgeschieden | ausgeschieden | 12   |

### Schießen
| Athleten           | Wettbewerb | Qualifikation | Qualifikation | Finale | Finale | Ringe | Rang |
| Athleten           | Wettbewerb | Ringe         | Rang          | Ringe  | Rang   | Ringe | Rang |
| ------------------ | ---------- | ------------- | ------------- | ------ | ------ | ----- | ---- |
| Frauen             |            |               |               |        |        |       |      |
| Alessandra Perilli | Trap       | 71            | 5             | 22     | 2      | 93    | 4    |

### Schwimmen
| Athleten    | Wettbewerb     | Vorlauf | Vorlauf | Halbfinale    | Halbfinale    | Finale        | Finale        | Rang |
| Athleten    | Wettbewerb     | Zeit    | Rang    | Zeit          | Rang          | Zeit          | Rang          | Rang |
| ----------- | -------------- | ------- | ------- | ------------- | ------------- | ------------- | ------------- | ---- |
| Frauen      |                |         |         |               |               |               |               |      |
| Clelia Tini | 100 m Freistil | 58,29 s | 8       | ausgeschieden | ausgeschieden | ausgeschieden | ausgeschieden | 38   |